# 임재현 (1991년)
임재현(林財鉉, 1991년 5월 29일 ~ )은 전 KBO 리그 SK 와이번스의 외야수이자, 전 KBO 리그 SSG 랜더스의 작전/주루(1루)코치이다.

## 선수 시절

### SK 와이번스시절
2014년에 입단하였다. 팀 내에서 악바리 근성으로 유명하고 유망주로 활약했다. 2015년 시즌 후 경찰 야구단에 합격했다.

### 경찰 야구단시절
2016년에 입단하였다.

### SK 와이번스복귀
2017년에 복귀하였다. 2019년 6월 5일 키움전에서 대주자로 출전하며 데뷔 첫 경기를 치렀고, 타석에 들어서기 전에 대타로 교체돼 타석에는 들어서지 못했다.

## 야구선수 은퇴 후
2020년부터 연세대학교에서 코치로 활동했고, 2021년에 모교인 성균관대학교에서 코치로 활동했다. 
2022년부터는 프로구단 SSG랜더스에서 코치로 활동하고 있다.

## 출신 학교
- 경운초등학교
- 부산개성중학교
- 개성고등학교
- 성균관대학교